# Puerto de San Vicente
Puerto de San Vicente é um município da Espanha na província de Toledo, comunidade autónoma de Castilla-La Mancha, de área 46 km² com população de 248 habitantes (2006) e densidade populacional de 6,12 hab/km².

## Demografia
| Variação demográfica do município entre 1991 e 2004 | Variação demográfica do município entre 1991 e 2004 | Variação demográfica do município entre 1991 e 2004 | Variação demográfica do município entre 1991 e 2004 |
| --------------------------------------------------- | --------------------------------------------------- | --------------------------------------------------- | --------------------------------------------------- |
| 1991                                                | 1996                                                | 2001                                                | 2004                                                |
| 295                                                 | 292                                                 | 256                                                 | 285                                                 |